# Signe igual

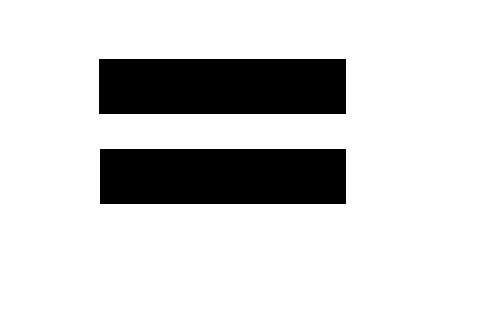
Signe igual

Operació comú on hi apareix el signe igual.

El signe igual (=) indica identitat de dues expressions i s'usa sobretot en matemàtiques. Durant molts segles va conviure amb altres abreviatures i expressions, com ae (aequalis, igual en llatí), una sageta o dos punts. S'usa regularment des del segle xvi, quan el matemàtic gal·lès Robert Recorde el va incorporar al seu llibre The Whetstone of Witte (1557).
En el codi wiki indica títols, per exemple a la Viquipèdia es fa servir en edició per separar seccions dins d'un article. S'afegeix el signe al davant i al darrere del títol de secció, tants iguals com nivells en la jerarquia d'organització del text, i el programari ho converteix automàticament en títols formatats.